# Ševnica
Ševnica este o localitate din comuna Mirna, Slovenia, cu o populație de 65 de locuitori.